# Carinostoma
Genre
Carinostoma est un genre d'opilions dyspnois de la sous-famille des Nemastomatinae dans la famille des Nemastomatidae.

## Distribution
Les espèces de ce genre se rencontrent en Europe.

## Liste des espèces
Selon World Catalogue of Opiliones (23/04/2021) :
- Carinostoma carinatum (Roewer, 1914)
- Carinostoma elegans (Sørensen, 1894)
- Carinostoma ornatum (Hadži, 1940)

## Publication originale
- Kratochvíl, 1958 : « Jeskynní sekáči Bulharska (Palpatores — Nemastomatidae). Höhlenweberknechte Bulgariens (Palpatores–Nemastomatidae). » Práce Brněnské základny Československé akademie věd, vol. 30, no 12, p. 523-576.